# Junonia albicincta
Junonia albicincta är en fjärilsart som beskrevs av Butler 1875. Junonia albicincta ingår i släktet Junonia och familjen praktfjärilar. Inga underarter finns listade i Catalogue of Life.